# بن زرد العليا (باتاوة)
بن زرد العلیا (بالفارسية: بن‌زرد علیا) هي قرية تقع في إيران في قسم باتاوة الريفي. يقدر عدد سكانها بـ 603 نسمة .